# 스타크래프트 II: 자유의 날개/용병
스타크래프트 II: 자유의 날개/용병은 스타크래프트 II: 자유의 날개의 캠페인과 협동전에서 등장하는 테란의 용병 유닛들을 가리키는 단어이다. 일반적인 스타크래프트 2에서 생산할 수 있는 테란 유닛들이 아닌 특수한 유닛들이 된다.

## 스타크래프트 II: 자유의 날개/용병의 유닛들 목록
다음은 스타크래프트 II:자유의 날개/용병으로 등장하는 테란 용병 유닛들을 모두 나열한 목록이다. 테란 용병 유닛들은 한국어로 번역되어 있으며 테란 용병 유닛의 영어 이름도 같이 기재한다.
- 전쟁광(영어:War Pige)
- 악마의 개(영어:Devil Dogs)
- 망치 경호대(영어:Hammer Securities)
- 스파르타 중대(영어:Spartan Company)
- 공성 파괴단(영어:Siege Breakers)
- 헬의 천사(영어:Hel's Angels)
- 그늘 날개(영어:Dusk Wings)
- 잭슨의 복수단(영어:Jackson's Revenge)
- 스키비의 천사(영어:Skibi's Angel)
- 황야의 사냥꾼(영어:Outback Hunters)
- 죽음의 우두머리(영어:Death Head)

## 같이 보기
- 스타크래프트 II: 자유의 날개
- 테란